# تنگات هولت
تنگات هولت (انگلیسی: Tongaat Hulett) شرکت صنایع غذایی در آفریقای جنوبی است، که در سال ۱۸۹۲ تأسیس شد.